# Arthur König (astronome)
Arthur König (1895-1969) est un astronome allemand.

## Biographie
Fils du physiologiste Arthur Peter König, il succède en 1957 à Karl Wilhelm Reinmuth à la direction du programme d'observation des petits corps du Système solaire à l'observatoire de Heidelberg.
Le Centre des planètes mineures le crédite de la découverte de l'astéroïde (3815) König effectuée le 15 avril 1959 en collaboration avec Gerhard Jackisch et Wolfgang Wenzel. À sa mort, les deux autres découvreurs lui ont dédicacé l'astéroïde.